# Trisomie
Ne doit pas être confondu avec Triploïdie ou Triploïdie humaine.
Pour l’article homonyme, voir trisomie partielle pour la duplication d’une région chromosomique.
 Mise en garde médicale
La trisomie est une anomalie chromosomique. 
C'est un cas particulier d’aneuploïdie. Normalement, les chromosomes vont par paires (23 paires chez l'être humain). Dans le cas d'une trisomie, au moins une des paires est un triplet, d'où le nom de « trisomie ».
Celle-ci peut survenir si l'un ou l'autre des géniteurs apporte deux chromosomes au lieu d'un ; ce phénomène peut également se produire par mauvaise répartition lors de la première division cellulaire, ce qui est le cas le plus fréquent, ou lors de la deuxième division cellulaire ou des suivantes. Les cellules de l'individu seront dans ce cas un mélange de cellules saines et de cellules trisomiques. On parle dans ce cas de trisomie mosaïque. Si au contraire toutes les cellules sont touchées on parle alors de trisomie homogène.
La trisomie est dite libre si les chromosomes sont détachés les uns des autres; en cas de translocation le chromosome surnuméraire est accolé à un autre.
Le terme « trisomique » s'emploie généralement pour désigner une personne atteinte de trisomie 21, ou syndrome de Down, mais les trisomies peuvent concerner n'importe quelle paire de chromosomes. Selon le chromosome concerné, et le type de trisomie (mosaïque ou non), l'individu affecté sera viable ou non. 
Chez l'être humain, la plupart des trisomies entraînent un avortement naturel (fausse couche), mais certaines permettent la naissance d'enfants vivants.

## Trisomiesautosomales

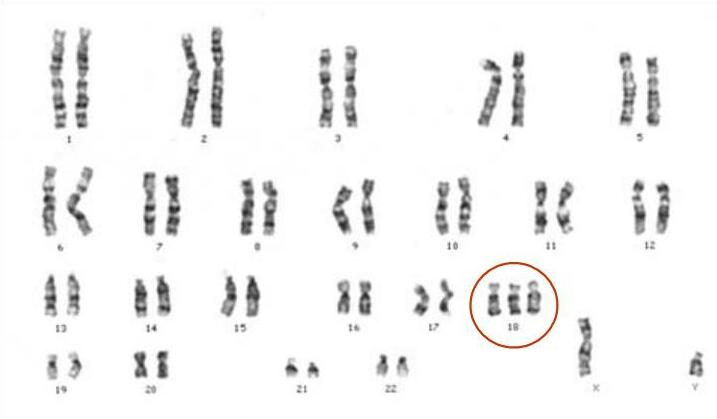
trisomie 18

La trisomie peut affecter n’importe quel chromosome ; mais la taille du chromosome surnuméraire étant un facteur de risque de fausse couche, on rencontre donc principalement des trisomies 21 qui est le plus petit chromosome humain. Les trisomies 13 et 18 (très rarement 8 et 9) y compris complètes et parfois par translocation peuvent également aboutir à une naissance à terme d’un enfant vivant mais celui-ci décède le plus souvent en quelques semaines. Les autres cas ne sont viables qu'en cas de trisomie en mosaïque (dont les caractères sont détaillés ci-dessous), ou encore partielle qui peut correspondre à d'autres syndromes dans la nomenclature.
- chromosome 1 : la trisomie 1 en mosaïque est une forme extrêmement rare[3]
- chromosome 2 : la trisomie 2 en mosaïque est une forme rare possédant un phénotype très variable[4]
- chromosome 3 : la trisomie 3 en mosaïque (de) est une forme rare[5]
- chromosome 4 : la trisomie 4 en mosaïque provoque retard de croissance, léger déficit intellectuel, anomalies cardiaques, dysmorphie faciale, malformation du pouce et anomalies cutanées[6]
- chromosome 5 : la trisomie 5 en mosaïque peut être asymptomatique ou provoquer diverses anomalies congénitales[7]
- chromosome 6 : la trisomie 6 en mosaïque est l'une des formes les plus rares (7 cas connus)[8]
- chromosome 7 : la trisomie 7 en mosaïque est une forme rare avec un phénotype très variable[9]
- chromosome 8 : la trisomie 8 provoque le syndrome de Warkany
- chromosome 9 : la trisomie 9 provoque le syndrome de Rethoré, qui est extrêmement rare, quelques cas de trisomie complète ont été décrits[10]
- chromosome 10 : la trisomie 10 en mosaïque (de) est généralement fatale dans la petite enfance[11]
- chromosome 11 : la trisomie 11 en mosaïque n'est documentée que dans 3 cas[12]
- chromosome 12 : la trisomie 12 en mosaïque (de) est une forme rare qui peut provoquer diverses anomalies[13]
- chromosome 13 : la trisomie 13 provoque le syndrome de Patau
- chromosome 14 : la trisomie 14 en mosaïque (de) est une forme rare avec un phénotype très variable[14]
- chromosome 15 : la trisomie 15 en mosaïque (de) provoque un retard de croissance intra-utérin et des anomalies cardiaques et craniofaciales[15]
- chromosome 16 : la trisomie 16 en mosaïque est une forme rare de phénotype variable[16]
- chromosome 17 : la trisomie 17 en mosaïque est une forme rare, sa présentation clinique est très variable[17]
- chromosome 18 : la trisomie 18 entraîne le syndrome d'Edwards
- chromosome 19 : la trisomie 19 en mosaïque n'est connue que dans 4 cas[18]
- chromosome 20 : la trisomie 20 en mosaïque est une forme rare généralement asymptomatique[19]
- chromosome 21 : la trisomie 21 provoque le syndrome de Down
- chromosome 22 : la trisomie 22 en mosaïque est une forme rare qui peut provoquer diverses manifestations[20]

La formule chromosomique des trisomies homogènes des autosomes est de la forme
47,Xa,+b avec :
- a : X pour les filles et Y pour les garçons
- b : le numéro du chromosome en excès

Par exemple 47,XY,+21 pour une trisomie 21 chez un garçon.
Pour les trisomies en mosaïque, on ajoute une barre oblique suivie de la formule chromosomique normale, une trisomie 10 en mosaïque sera ainsi désignée par 47,XX,+10/46,XX.

## Trisomies des chromosomes sexuels

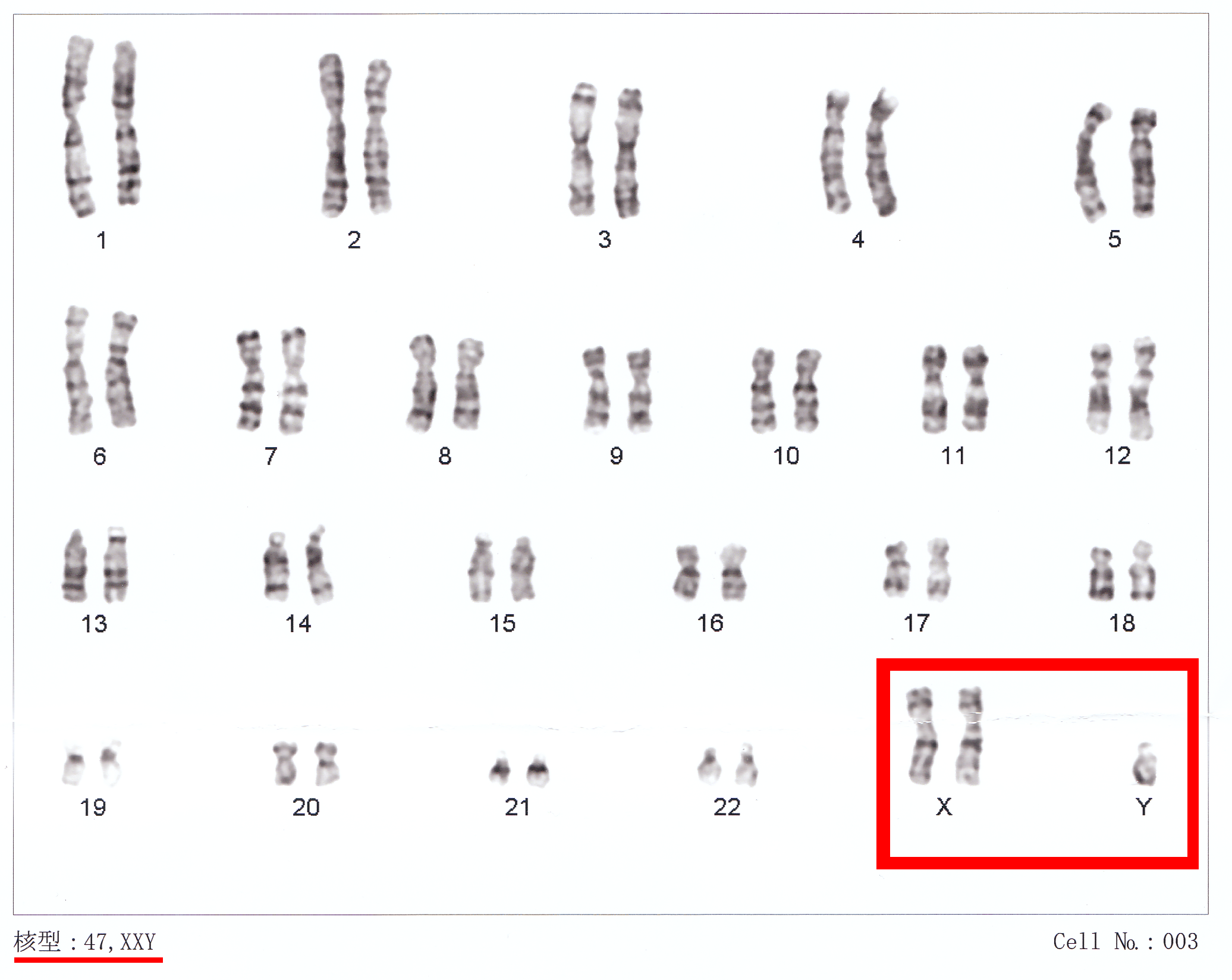
syndrome de Klinefelter

La présence d'un chromosome X au moins peut donner des individus viables (il n'y a pas de monosomie (ni trisomie, ce qui est techniquement impossible) Y). Dans ce cadre, le pronostic des trisomies gonosomiques est nettement plus favorable.
- Trisomie X (syndrome Triple X) : l'individu XXX possède trois chromosomes X. Le chromosome supplémentaire est toujours donné par la mère, et le risque augmente avec l'âge de celle-ci. L'enfant est de sexe féminin. Environ une fille sur mille a cette condition génétique souvent discrète. Le chromosome X peut également donner un individu viable en cas de monosomie (syndrome de Turner, seule monosomie viable pour le cas de la monosomie complète) ou avec davantage de chromosomes (quatre ou cinq, il s'agit de tétrasomie X ou de pentasomie X, la tétrasomie complète n'est également viable que sur le chromosome 21 alors que la pentasomie n'est documentée que pour le X et d'autres variations du caryotype sexuel).
- Le syndrome de Klinefelter : l'individu possède deux chromosomes X et un chromosome Y (XXY). L'enfant est de sexe masculin.
- Le syndrome 47,XYY, ou double Y : l'individu XYY possède alors un chromosome Y en double exemplaire, et un chromosome X (XYY). Le chromosome Y supplémentaire est dû à un problème au cours de la spermatogenèse chez le père. Environ un homme sur 850 développe au moins un spermatozoïde double Y. L'enfant est de sexe masculin.

## Principe

1:méiose 1 - 2:méiose 2 - 3:fécondation - 4:œuf
non-disjonctions à la méiose 1 (à droite) et 2 (à gauche)

Les trisomies résultent généralement de la non-disjonction (en).  Une non-disjonction peut survenir au cours de la gamétogenèse maternelle ou paternelle (chez l'humain, elle est très majoritairement d'origine maternelle). Il s'agit d'une erreur de division cellulaire dans laquelle il y a un échec d'une paire chromosomique à se disjoindre. Cela entraîne une distribution inégale d'une paire de chromosomes homologues aux cellules filles : la paire chromosomique  passe dans sa totalité à l'une des cellules fille et l'autre cellule fille ne reçoit rien. 
Lors de la fécondation, la cellule possédant une paire chromosomique reçoit un troisième chromosome provenant de l'autre gamète, devenant ainsi un zygote trisomique (lorsque c'est l'autre cellule fille qui est fécondée, cela provoque une monosomie).
Quand la non-disjonction intervient après la fécondation, l'on obtient une trisomie en mosaïque.
Il arrive que le zygote trisomique s'autorépare par la perte d'un des trois chromosomes surnuméraires (réduction de trisomie (d) ) , ce qui peut provoquer une disomie uniparentale quand les deux chromosomes conservés proviennent du même parent. La disomie uniparentale (donc le fait d'avoir le nombre habituel de chromosomes, mais avec un de plus provenant de l'un des parents) est une particularité qui n'a en soi aucune conséquence pathologique et passe largement inaperçue, mais qui peut favoriser la manifestation d'autres anomalies chromosomiques.

## Épidémiologie
La trisomie affecte un grand nombre de grossesses, le risque augmentant avec l'âge de la mère : il est d'environ 2 % des grossesses à 25 ans, 35% à  40 ans; la plupart de ces grossesses se termineront par une fausse couche. La trisomie 16 est la plus fréquemment rencontrée, on estime qu'elle toucherait 1 à 1,5% des grossesses. Les trisomies 15 et 22 sont les deux autres formes courantes, elles entraînent également le décès in utero du fœtus atteint lorsqu'elles sont complètes. Il est possible que ces résultats soient biaisés par la non-détection de l'échec très précoce de la grossesse pour certaines trisomies; en effet la fréquence relative des trisomies détectées par diagnostic préimplantatoire est plus homogène.
Parmi les grossesses viables, la trisomie la plus fréquente est la trisomie 21 ou syndrome de Down, estimée à 1/800 naissances hors diagnostic prénatal. Les autres trisomies des autosomes sont plus rares : 1/8000 naissances pour la trisomie 18 ; 1/100 000 pour la trisomie 13. Cependant, la plupart des grossesses échouent spontanément : dans environ 75% des cas pour la trisomie 21 et plus de 95% pour les trisomies 18 et 13.
Les duplications des chromosomes sexuels sont assez fréquentes. La trisomie X affecte 1/1000 des naissances de filles ; le syndrome XXY 1/500 des naissances de garçons et 1/1000 pour la forme XYY.

## Évolution
Les enfants trisomiques 13 et 18 ne vivent en général que de quelques jours à quelques semaines en raison de l'importance des malformations associées.
La trisomie 21 perturbe le développement du cerveau, ce qui provoque des déficits cognitifs et une altération du comportement. Cependant, à force de stimulations, les porteurs de trisomie peuvent se développer tant sur les plans intellectuel et émotionnel que professionnel, même si leur handicap ne leur permettra généralement jamais d'atteindre l'âge mental d'un adulte.
Les syndromes provoqués par une trisomie des chromosomes sexuels sont moins sévères et sont même souvent asymptomatiques. Ils se manifestent principalement par des problèmes de développement sexuel et/ou de fertilité. Les mécanismes protecteurs sont vraisemblablement liés à l'inactivation du chromosome X et au faible nombre de gènes portés par le chromosome Y.

## Autres organismes

### Animaux
La trisomie est rare chez l'animal.
Chez la drosophile, la trisomie 4, concernant le plus petit chromosome autosome de l'espèce, produit des adultes viables.
La trisomie 22, analogue à la trisomie 21 humaine, est documentée chez le chimpanzé et d'autres primates
. On connaît aussi des cas de trisomie 18 chez le macaque.
La trisomie 28 bovine et la trisomie X de la jument sont également documentées.
La trisomie 16 de la souris est utilisée comme modèle animal pour l'étude du syndrome de Down, mais elle est normalement létale.

### Plantes
Les plantes tolèrent mieux les trisomies. 
Un exemple typique est la stramoine, dont les 12 chromosomes peuvent être affectés par la trisomie, produisant chacun un plant viable au phénotype caractéristique.

## Trisomie des cellules cancéreuses
On détecte des cellules aneuploïdes dans de nombreux cancers. On trouve par exemple la trisomie 12 dans la  leucémie lymphoïde chronique et la trisomie 8 dans la leucémie aigüe myéloïde.